# Śmierć świętego Józefa (obraz Goi)

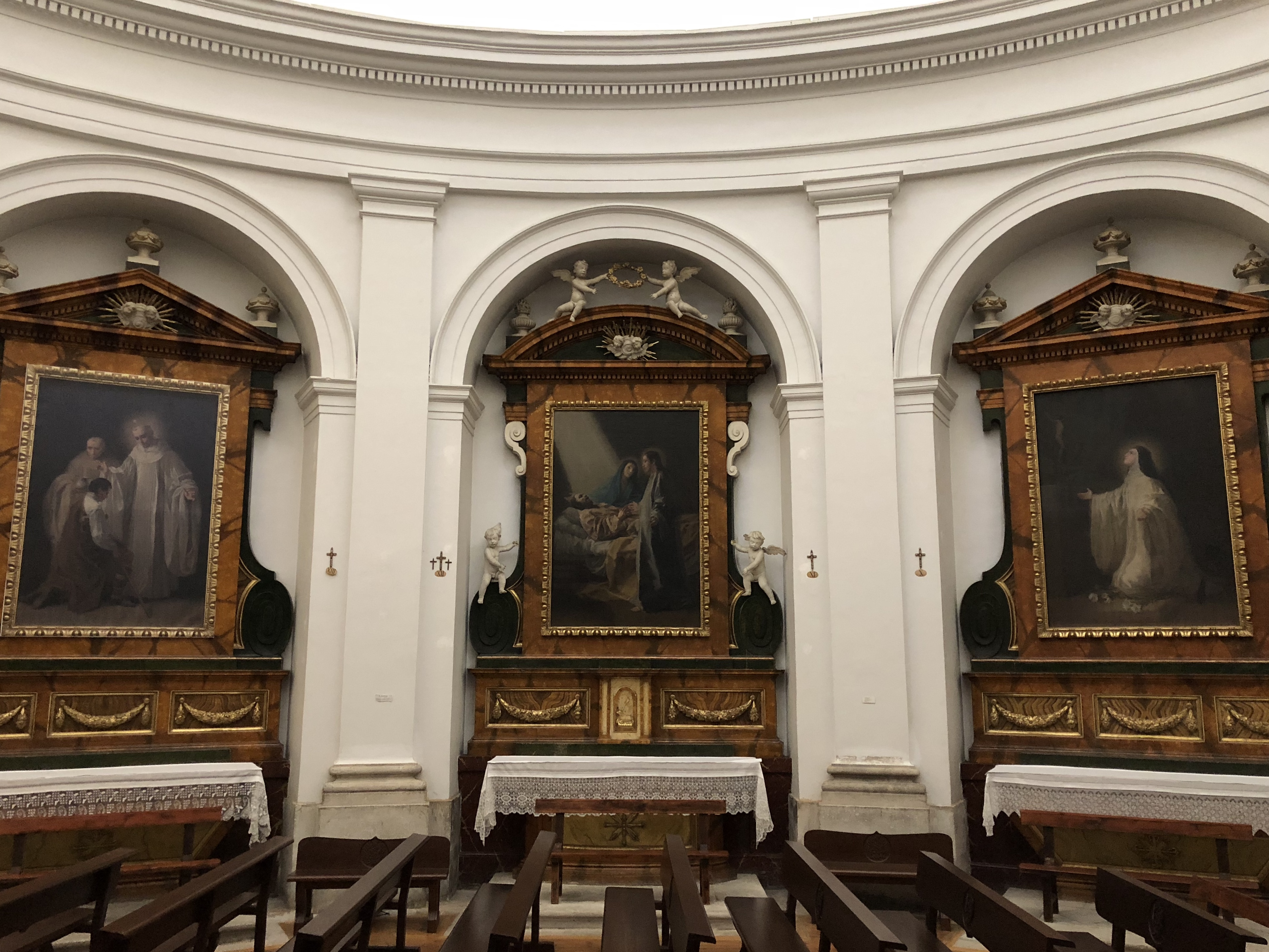
Święty Bernard z Clairvaux, Śmierć świętego Józefa i Święta Ludgarda pędzla Goi w kościele klasztoru świętego Joachima i świętej Anny w Valladolid.

Śmierć świętego Józefa (hiszp. El tránsito de San José) – obraz olejny hiszpańskiego malarza Francisca Goi znajdujący się w kościele klasztoru świętego Joachima i świętej Anny w Valladolid. Jest jednym z trzech dzieł wykonanych przez Goyę dla kościoła cysterek, obok Świętej Ludgardy i Świętego Bernarda z Clairvaux.

## Okoliczności powstania
W latach 1781–1787 trwała przebudowa średniowiecznego klasztoru świętego Joachima i świętej Anny w Valladolid według projektu królewskiego architekta Francesca Sabatiniego i pod patronatem króla Karola III. Powstał nowy kościół w stylu neoklasycznym, którego wnętrze potrzebowało adekwatnej dekoracji. Za namową Sabatiniego wspólnota cysterek zwróciła się do króla z prośbą o nowe obrazy. Sabatini zasugerował im także nazwiska dwóch zatrudnionych na dworze malarzy: Francisca Goi i Ramóna Bayeu. Król przyjął petycję zakonnic i zlecił malarzom wykonanie w sumie sześciu wielkoformatowych płócien do bocznych ołtarzy.
Goya był zatrudniony na królewskim dworze jako malarz z roczną pensją od 1786 i w tym okresie zaczął odnosić pierwsze ważniejsze sukcesy i wzbudzać kontrowersje. To zlecenie było kontynuacją rywalizacji Goi i jego szwagrów, malarzy Ramóna i Francisca Bayeu, również pracujących na dworze. Animozje sięgały roku 1766, kiedy w konkursie kwalifikacyjnym do Królewskiej Akademii Sztuk Pięknych św. Ferdynanda w Madrycie Francisco Bayeu oddał swój głos młodszemu bratu Ramónowi, a nie Goi. Ich współpraca nad freskami w bazylice Nuestra Señora del Pilar w 1780 w Saragossie zakończyła się wieloletnim sporem z powodu dzieła Goi Matka Boska Królowa Męczenników. Goya i Francisco Bayeu rywalizowali także w latach 1781–1783 w konkursie na dzieła do bazyliki San Francisco el Grande w Madrycie (Kazanie świętego Bernardyna ze Sieny przed Alfonsem Aragońskim Goi otrzymało lepszą ocenę niż krytykowana praca Bayeu). Ramón Bayeu został w tym konkursie pominięty, dlatego sukces obrazów dla zakonu cysterek także dla niego był możliwością rewanżu.
Cysterki zamówiły obrazy o tematyce związanej z zakonem benedyktyńsko-cysterskim i jego fundatorami. Zamówienie zostało równo podzielone, Goi przypadły obrazy po prawej stronie ołtarza: Śmierć św. Józefa, Święta Ludgarda i Święty Bernard z Clairvaux, a Bayeu po lewej: Święta Scholastyka, Niepokalana ze świętym Franciszkiem i świętym Antonim i Święty Benedykt. 6 czerwca 1787 Goya pisał w liście do swojego przyjaciela Martína Zapatera, że obrazy zamówione przez króla dla klasztoru mają być gotowe na dzień św. Anny (obchodzony 26 lipca), a malarz jeszcze ich nie zaczął. Poświęcenie kościoła miało miejsce 1 października 1787, co wskazuje na opóźnienie w realizacji dekoracji.

## Opis obrazu
Obraz przedstawia Maryję i Jezusa towarzyszących konającemu Józefowi, który według apokryfów zmarł w wieku stu jedenastu lat. Maryja spogląda na syna z wyrazem smutku, podczas gdy Jezus teatralnie rozkłada ramiona w postawie modlitwy, prosząc Boga Ojca, aby przyjął Józefa do siebie. Jezus patrzy na Józefa z żalem, ale jednocześnie jest pogodny i spokojny. Goya skupia się na oddaniu wyrazów twarzy postaci, zwłaszcza św. Józefa, którego usta są otwarte, być może wymawiając ostatnie słowa.
Goya nie mógł towarzyszyć własnemu ojcu w ostatnich chwilach życia. Istnieje hipoteza, że malując św. Józefa, malarz wykreował scenę śmierci ojca (również o imieniu Józef), w której nie mógł uczestniczyć. Nadał postaci Jezusa cechy własnej fizjonomii – Jezus jest młody i nie ma brody, jego profil może odpowiadać twarzy młodego malarza. Znajduje się w towarzystwie bolejącej matki, Maryi na obrazie, zwracającej się do syna w postawie wyrażającej niemoc wobec śmierci męża. Wizerunki rodziców malarza nie są znane.

## Technika
Obraz charakteryzują silne kontrasty świetlne. Strumień boskiego światła przenika z lewego górnego rogu, padając na ciało Józefa i pozostawiając w ciemności inne obszary. Innymi punktami światła są nimby otaczające głowy Jezusa i Maryi. Twarze postaci mają cechy klasycystyczne, tak jak w przypadku Zwiastowania, a ich sylwetki są monumentalne, co jest efektem zastosowanego niskiego punktu widzenia. Kompozycja ma charakter architektoniczny i jest oparta na prostych liniach geometrycznych: poziomej, którą zaznacza leżąca postać św. Józefa, przekątnej wyznaczonej przez postać Maryi i pionowej figury Chrystusa.
Użyte kolory (błękit stroju Maryi, żółcień szaty Józefa, szarość tuniki Jezusa i biel pościeli) kontrastują ze sobą w stonowanej harmonii typowej dla techniki grisaille, co daje efekt pogłębiający atmosferę smutku. Fałdy tkanin układają się w naturalny sposób. Wiadomo, że oprócz materiałów do wykonania obrazów (tkaniny, pigmenty itp.) Goya miał zakontraktowane także usługi krawca, co wskazuje, że prawdopodobnie używał manekinów do przygotowania kompozycji.

## Szkic przygotowawczy

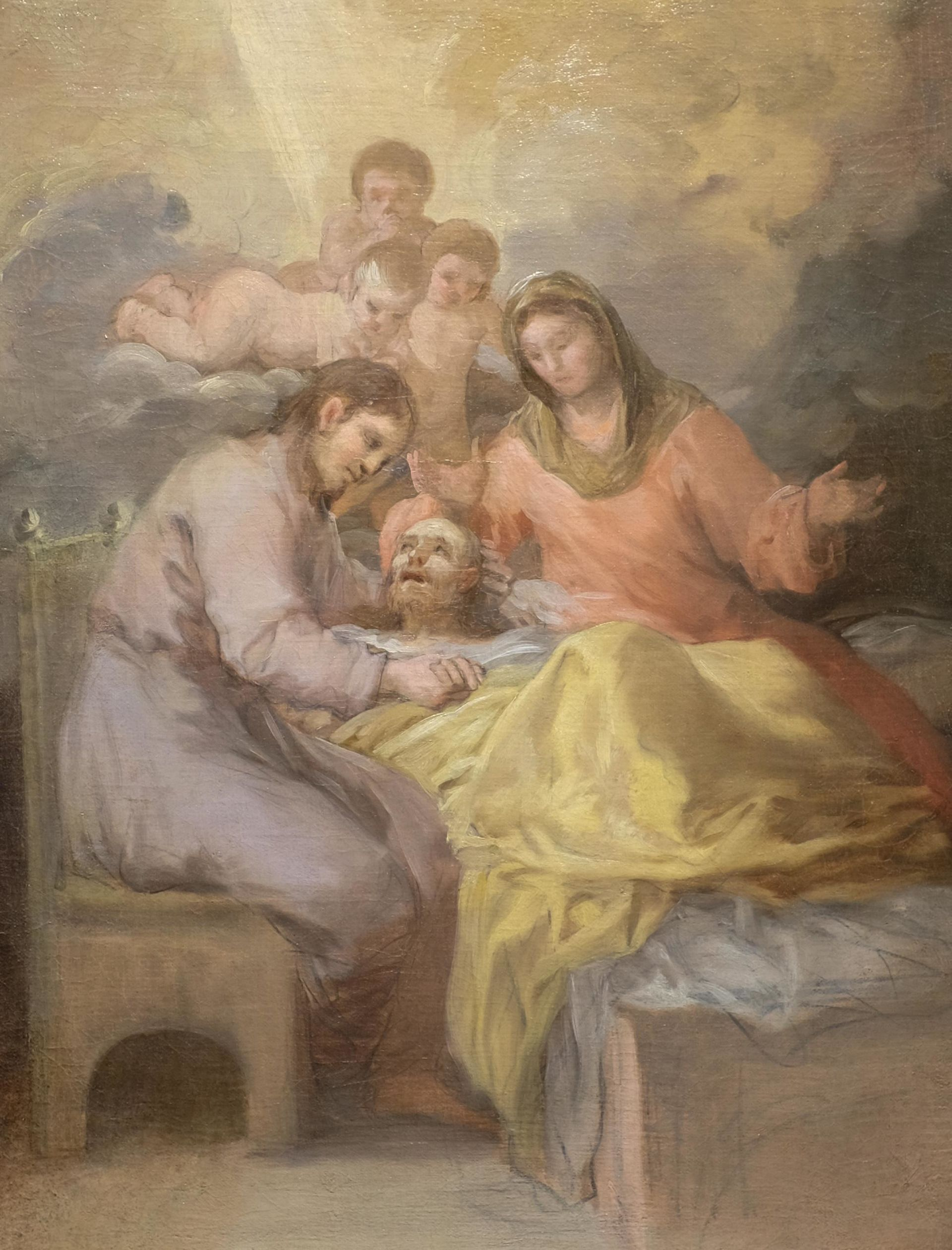
Szkic przygotowawczy (54,5 × 40,5 cm, Flint Institute of Arts), niewykorzystany w ostatecznej kompozycji

Szkic o wymiarach 54,5 × 40,5 cm znajduje się w kolekcji Flint Institute of Arts. Ponieważ kompozycja znacznie różni się od docelowego obrazu, jest to prawdopodobnie wcześniejszy pomysł, który Goya ostatecznie odrzucił. Możliwe, że istniały jeszcze inne szkice, które nie przetrwały do naszych czasów. Ze względu na te różnice niektórzy badacze wątpili w autentyczność dzieła. Camón Aznar potwierdza autorstwo Goi na podstawie szybkich i lekkich pociągnięć pędzlem typowych dla stylu malarza. Ta kompozycja jest bardziej barokowa i wydaje się, że artysta ostatecznie zdecydował się na klasycystyczne przedstawienie, w harmonii z architekturą świątyni, którą obraz miał zdobić.
Kompozycja kieruje wzrok widza w głąb obrazu, gdzie znajduje się postać umierającego Józefa. Ikonograficznie odpowiada apokryficznej średniowiecznej narracji o śmierci św. Józefa rzekomo opowiedzianej przez Jezusa. Święty Józef leży w łóżku z wyrazem strachu i udręki na twarzy. Towarzyszą mu Maryja i Jezus wspierający go w ostatnich chwilach. Wyróżnia się człowieczeństwo, z jakim przedstawiony jest Chrystus. Ponad postaciami widać anioły, podobne do tych z obrazu Śmierć świętego Franciszka Ksawerego. Architektoniczny styl, który Goya wybrał do kompozycji ostatecznego obrazu, jest podniosły, ale nie pozwolił na przedstawienie cierpienia umierającego, ani czułości, jaką Jezus okazał swemu przybranemu ojcu, uczuć ukazanych na szkicu.
Szkic należał do historyka sztuki Aureliana de Beruete y Moret. W 1929 wdowa po Beruete sprzedała obraz Ottonowi Gerstenbergowi w Berlinie. W 1967 obraz nabył Flint Institute of Arts, gdzie obecnie się znajduje.

## Krytyka
Obrazy Goi dla kościoła cysterek były przez długi czas niedoceniane przez krytyków (Zapater y Gómez, Viñaza), a nawet uznawane za zimne i wymuskane (von Loga, Beruete). Dopiero w późniejszych latach zostały zrewaloryzowane (Tormo, Mayer, Sanchez Cantón), kiedy ponownie przeanalizowano styl Goi. Pozytywna opinia utrzymuje się także wśród współcześniejszych badaczy (Gudiol, Camón Aznar, Arnaiz, Morales). Malarz dostosował dzieła do neoklasycznej architektury kościoła, w którym miały się znajdować, chociaż wcześniej zdarzało mu się odrzucać taką zależność. Odwołał się także do akademickich kanonów malarstwa neoklasycznego, widocznych w formalizmie kompozycji. Jedynie w przypadku Śmierci św. Józefa wprowadził własny element – postaci zdradzają emocje, być może pod wpływem osobistych doświadczeń malarza, który w 1781 stracił ojca.

## Proweniencja
Od czasu powstania w 1787 obrazy znajdują się w kościele klasztoru świętego Joachima i świętej Anny w Valladolid.